# Maria Dorothea von Österreich

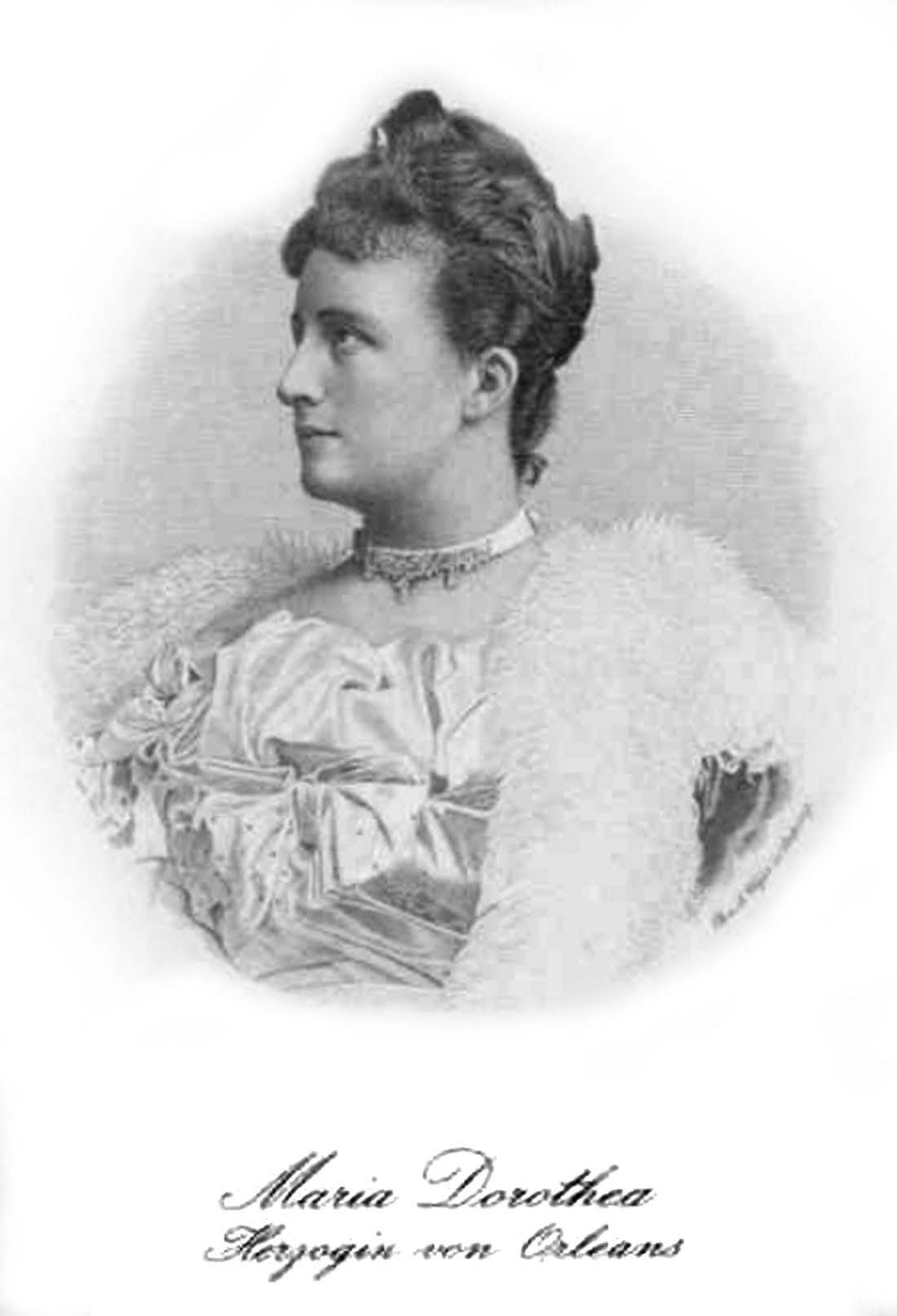
Maria Dorothea von Österreich, fotografiert von August Weger, vor 1892

Erzherzogin Maria Dorothea Amalie von Österreich (* 14. Juni 1867 in Alcsút, Ungarn; † 6. April 1932 ebenda) war ein Mitglied aus dem Hause Habsburg-Lothringen und durch Heirat Herzogin von Orléans. Sie stammte aus dem ungarischen Zweig des Hauses Habsburg-Lothringen, der auf Erzherzog Joseph († 1847) zurückging.

## Leben
Maria Dorothea war die zweite Tochter von sieben Kindern des Erzherzogs Joseph Karl Ludwig von Österreich (1833–1905) und seiner Ehefrau Prinzessin Clotilde von Sachsen-Coburg und Gotha (1846–1927), Tochter des Prinzen August von Sachsen-Coburg und Gotha und Prinzessin Clementine d’Orléans. Sie war väterlicherseits die Urenkelin des Kaisers Leopold II. von Österreich. Als begabte Malerin erhielt sie eine bildnerisch-künstlerische Ausbildung durch Olga Wiesinger-Florian.
Am 5. November 1896 heiratete Erzherzogin Maria Dorothea in Wien ihren Cousin zweiten Grades Louis Philippe Robert d’Orléans, duc d’Orléans (1869–1926), Sohn von Louis Philippe Albert d’Orléans, comte de Paris und der Infantin Maria Isabella d’Orléans-Montpensier. Damit war ihr Ehemann als Philipp (VIII.) Thronprätendent auf den französischen Thron und galt für die Anhänger des Hauses Orléans-Bourbon als rechtmäßiger Nachfolger und Urenkel des letzten französischen König Louis-Philippe I. Maria Dorothea war politisch sehr engagiert und richtete Demonstrationen gegen die Französische Republik aus. Mehr als ihr Gatte galt sie als Zentrum der royalistischen Propaganda in der Grande Nation.
Die Ehe Maria Dorotheas, die allen Berichten zufolge unglücklich verlief, blieb kinderlos. Nachdem die jahrelange Liebesaffäre zwischen ihrem Mann und der australischen Opernsängerin Nellie Melba öffentlich wurde, reichte sie 1914 die Scheidung ein; am 19. August 1914 wurde die Ehe außerdem durch Papst Pius X. annulliert. Bis zu ihrem Tod lebte die Herzogin von Orléans im ungarischen Alcsút und wurde in der Gruft der Palatine im Burgpalast in Buda bestattet. Ihr Ex-Mann ruht  in der Chapelle royale de Dreux in Dreux.

## Name in verschiedenen Lebensphasen
- 1867–1896 Erzherzogin von Österreich
- 1867–1896 Prinzessin von Ungarn
- 1896–1926 Herzogin von Orlèans (französisch: Marie-Dorothée d’Orléans, duchesse d’Orléans)
- 1896–1926 (Titular)-Königin von Frankreich
- 1926–1932 Herzoginwitwe von Orléans